# Nigrum Pullum

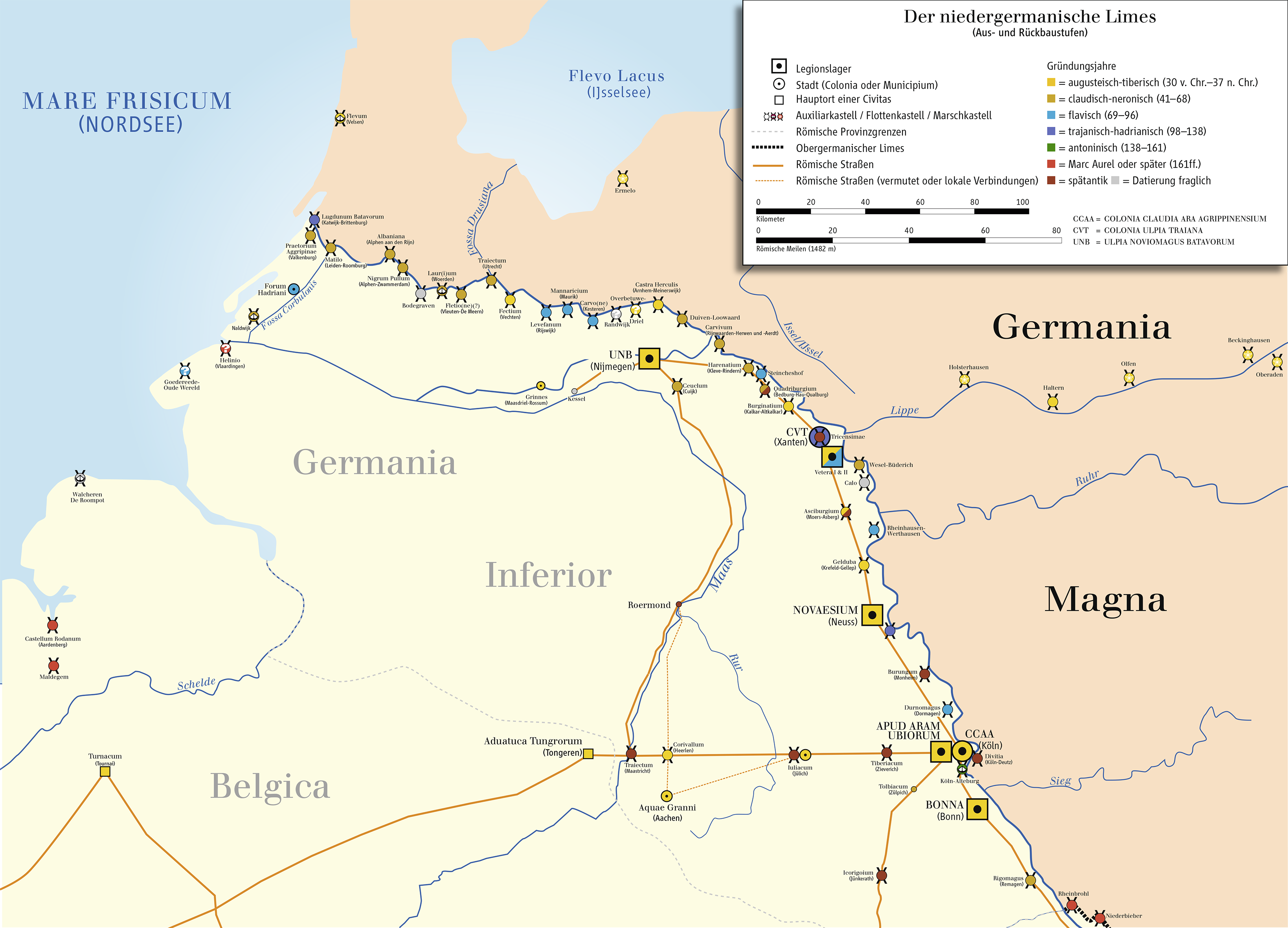
El limes germanicus en Germania Inferior: campamentos, ciudades y vías de comunicación.

Nigrum Pullum (Zwammerdam, Países Bajos) es un castellum romano de la provincia Germania Inferior. Su nombre significa en latín 'tierra oscura', lo que hace referencia a la turba negra característica de esta zona del bajo Rin.

## Historia

Planta de Nigrum Pullum.

Nigrum Pullum fue fundada hacia el año 47 como una más de las fortalezas defensivas del Limes Germanicus, concebido para servir de guarnición a unos 300 soldados, que se cree que pudieron pertenecer a la Cohors XV Voluntariorum. Fue construida con madera y tierra. Anexo a la fortificación existía un muelle fluvial y la fortificación estaba conectada con el resto del limes a través de la calzada romana paralela al curso del Rin.
Como todas las fortificaciones de esta zona de Germania Inferior, fue destruida entre los años 69 y 70, durante la Rebelión de los bátavos. Hacia el año 80, el lugar fue reocupado, construyéndose un nuevo castellum en madera y tierra, siendo guarnecido por un destacamento de la Cohors XV Voluntariorum, unidad de la que se documentan varios ladrillos siglados con su figlina. Hacia 175, la fortaleza fue reedificada en piedra por soldados de la Legio XXX Ulpia Victrix, cuya base estaba en Vetera (Xanten, Alemania).
La guarnición debía de pertenecer en ese momento a una cohors equitata, ya que los ladrillos con figlina indican la presencia de turmae de caballería. En la zona del muelle fluvial, los soldados de la citada legión levantaron una statio con fines de control del tráfico fluvial, posiblemente asociada con alguna labor de recaudación de impuestos sobre el comercio. 
La fortaleza fue destruida hacia 275 por un incendio y el lugar no fue reocupado durante el Bajo Imperio.
La canabae o asentamiento civil, donde vivían las familias regulares o irregulares de los soldados junto con artesanos y comerciantes, estaba al sur y el este de la fortaleza y se comunicaba con ella a través de un camino.

## Excavaciones arqueológicas

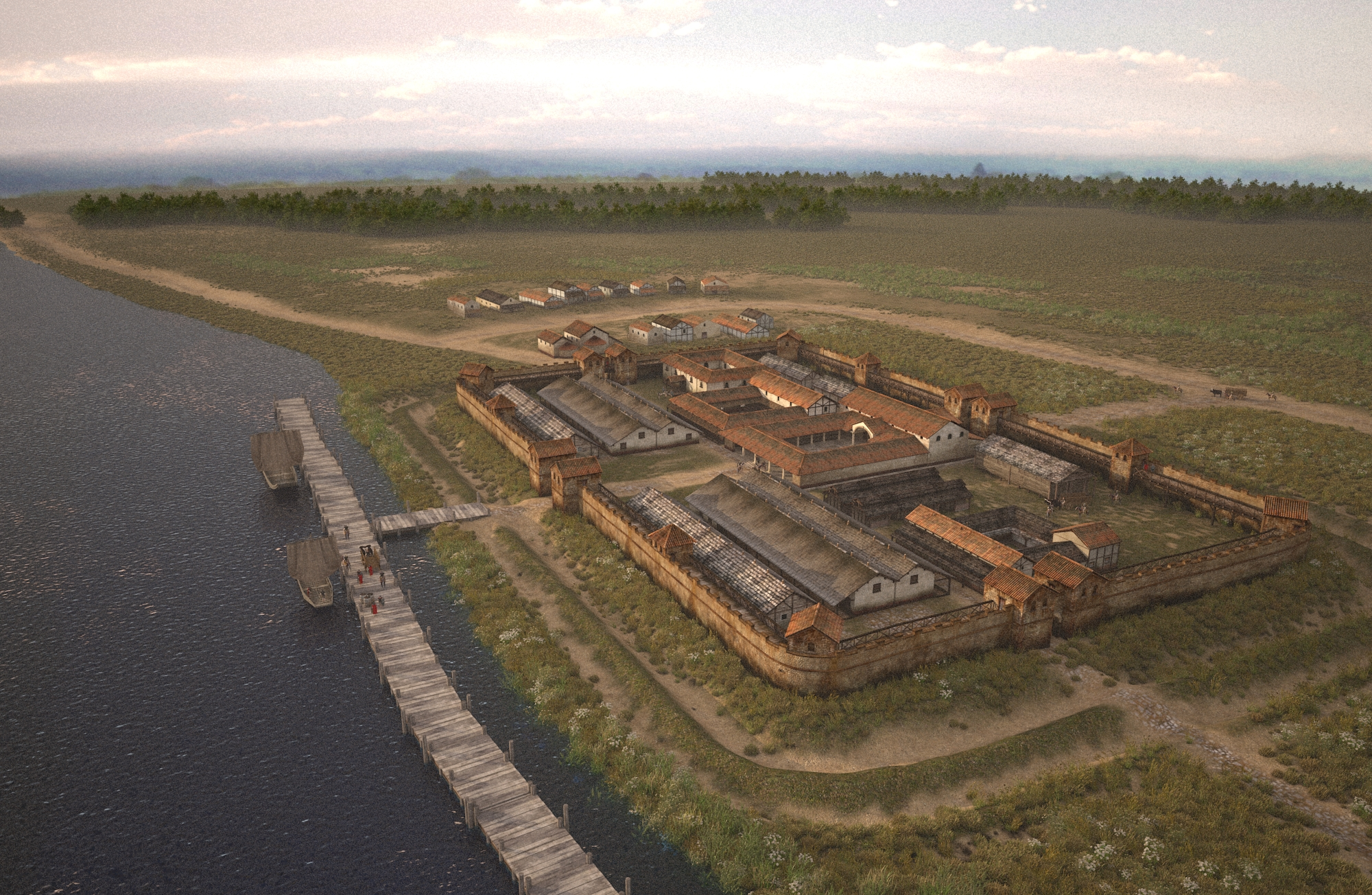
Recreación de Nigrum Pullum durante el, con el puerto fluvial y el pequeño vicus civil.

Nigrum Pullum fue ampliamente estudiado entre 1968 y 1974, ya que la zona iba a ser urbanizada. De la primera fortaleza apenas se encontraron vestigios, constatándose su destrucción total entre los años 69 y 70. Del segundo castellum, se encontraron los restos del vallum de tierra y madera, precedido por un foso y con tres puertas. De la reconstrucción en piedra de finales del siglo II, se documentaron los arranques de los muros, las cuatro puertas y los tres fosos exteriores.
En la zona del puerto fluvial, entre 1971 y 1974, se encontraron seis barcos romanos hechos en roble; tres eran simples canoas de pesca, realizadas mediante el vaciado de troncos; las otras tres eran chalanas fluviales de fondo plano de 20 a 34 m de longitud, pensadas para transportar piedras desde las canteras del Rin superior hasta esta zona del limes. En el museo local se exhibe una maqueta de uno de estos barcos.